# بيت زود
بيت زود هي قرية لبنانية تقع في الجزء الشمالي من لبنان في قضاء الضنية. تتبع بقاع صفرين إداريًا وتنفرد بنفسها جغرافيًا.
هجرها معظم أهلها وسكنوا في البلدات والقرى المحيطة بها لتسهيل امورهم بالنسبة للعمل والأمور الأخرى من متطلبات العيش ذو المستوى الجيد ومنهم جزء يسير ممن هجرها إلى بلاد بعيدة أهمها أستراليا وقد سميت هذه القرية باسم صاحبها زود الذي قد تحصل على بقعتها الجغرافية من الاتراك عربون شكر وهدية له لقاء عمل قام به آنذاك افاد الدولة العثمانية فكانت له هذه القرية تحدها بخعون، بيت جيدة، عاصون، ايزال، كفرحبو، فاقام بها منزلا وتزوج وأنجب الأبناء وتكاثرو إلى يومنا هذا، وتحتل هذه القرية موقعًا جغرافيًا ساحرًا أخضر اللون غني بالمياه والتربة الخصبة بحيث تجبر من زارها على معاودة زيارتها.[بحاجة لمصدر]